# 1371
- Wikisource

| Calendário gregoriano                                                        | 1371 MCCCLXXI                                        |
| Ab urbe condita                                                              | 2124                                                 |
| Calendário arménio                                                           | 820 – 821                                            |
| Calendário bahá'í                                                            | -473 – -472                                          |
| Calendário budista                                                           | 1915                                                 |
| Calendário chinês                                                            | 4067 – 4068 Início a 17 de janeiro (aproximadamente) |
| Calendário copta                                                             | 1087 – 1088                                          |
| Calendário etíope                                                            | 1363 – 1364                                          |
| Calendários hindus - Vikram Samvat - Calendário nacional indiano - Cáli Iuga | 1426 – 1427 1292 – 1293 4471 – 4472                  |
| Calendário Holoceno                                                          | 11371                                                |
| Calendário islâmico                                                          | 772 – 773                                            |
| Calendário judaico                                                           | 5131 – 5132                                          |
| Calendário persa                                                             | 749 – 750                                            |
| Calendário rúnico                                                            | 1621                                                 |
| Calendário solar tailandês                                                   | 1914                                                 |

1371 (MCCCLXXI, na numeração romana) foi um ano comum do século XIV do Calendário Juliano, da Era de Cristo, e a sua letra dominical foi E (52 semanas), teve início a uma quarta-feira e terminou também a uma quarta-feira.
No reino de Portugal estava em vigor a Era de César que já contava 1409 anos.
| Ano completo                        |
| ----------------------------------- |
| Ano comum com início à quarta-feira |

## Nascimentos
- Zheng He, explorador chinês (m. 1435).
- Pierre Cauchon, executor de Joana D'Arc (m. 1442).

## Mortes
- 22 de fevereiro - David II da Escócia, rei escocês (n. 1324).